# Willem Passtoors (1856-1916)

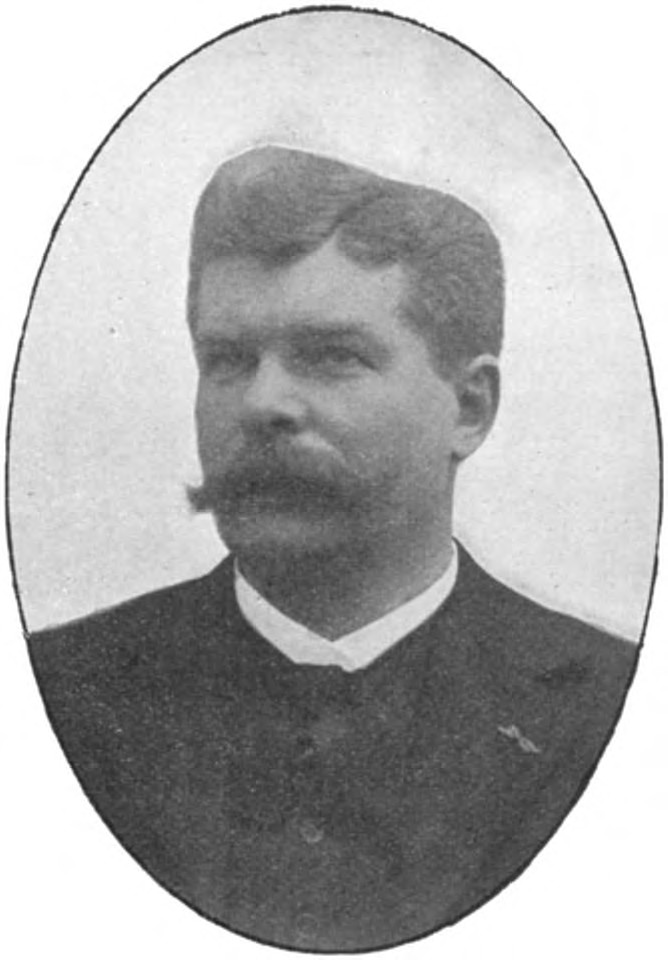
W.C.J. Passtoors

Willem Caspar Joseph Passtoors (Zundert, 17 november 1856 – Ginneken en Bavel, 6 mei 1916) was een Nederlands vakbondsbestuurder en politicus van de Algemeene Bond van RK-kiesverenigingen.
Hij werd geboren als zoon van Willem Fredrik George Lodewijk Passtoors (*1826, landbouwer) en Adriana Cornelia Henrietta van Mens (*1824). Hij was als arbeider werkzaam in de sigarenindustrie en later werd hij grossier en handelsreiziger in sigaren en tabak. Verder was hij de oprichter van een Rooms-Katholieke vakbond en voorzitter van de Federatie van Diocesane R.K. Volks- en Werkliedenbonden in Nederland. Vanaf 1901 was Passtoors 12 jaar lid van de Tweede Kamer. Daarnaast werd hij in 1908 de burgemeester van de gemeente Ginneken en Bavel. Tijdens dat burgemeesterschap overleed hij in 1916 op 59-jarige leeftijd aan een hartaanval. In Amsterdam is naar hem de 'Willem Passtoorsstraat' vernoemd. Zijn zoon W.F.G.L. Passtoors zou eveneens burgemeester worden.
- Biografisch Portaal: 04920877
- International Standard Name Identifier: 0000 0003 9645 9993
- Nederlandse Thesaurus van Auteursnamen: 069989281
- Parlement.com: vg09ll471rzj
- Virtual International Authority File: 291395673
- WorldCat: E39PBJrWwCKMyRmRQ99dM3xJjC